# 三好市立芝生小学校
三好市立芝生小学校（みよししりつ しぼうしょうがっこう）は、徳島県三好市三野町芝生にある公立小学校。

## 概要
旧・三野町には他にも三好市立王地小学校がある。卒業後は三好市立三野中学校へと進学。

## 沿革
- 1880年 - 芝生尋常小学校を創立。
- 1892年 - 芝生尋常小学校と改称。
- 1941年 - 芝生国民学校と改称。
- 1947年 - 三野町立芝生小学校と改称。
- 2006年 - 町村合併のため三好市立芝生小学校に改称。
- 2008年 - 三好市立芝生小学校太刀野分校が休校。

## 校歌
- 作詞: 久保太郎
- 作曲: 園尾正夫

## 出身者
- 高井美穂（三好市長、元衆議院議員）

## 通学区域が隣接している学校
- 三好市立王地小学校
- 東みよし町立三庄小学校
- 東みよし町立加茂小学校
- 東みよし町立足代小学校
- 東みよし町立昼間小学校
- 香川県まんのう町立仲南小学校
- 香川県まんのう町立琴南小学校